# GOLDEN☆BEST 河合その子・国生さゆり・城之内早苗・渡辺美奈代・渡辺満里奈
『GOLDEN☆BEST 河合その子・国生さゆり・城之内早苗・渡辺美奈代・渡辺満里奈』（ゴールデンベスト かわいそのこ こくしょうさゆり じょうのうちさなえ わたなべみなよ わたなべまりな）は、ソロ歌手としてソニーレコード系列に所属していたおニャン子クラブ会員の楽曲で構成されたベスト・アルバム。2010年4月28日発売。発売元はソニー・ミュージックダイレクト。規格品番はMHCL-1736。

## 解説
CD帯：おニャン子クラブ結成25周年記念 ソニー・ミュージックのおニャン子5人娘のヒット・パレード!
各レコード会社から発売されているゴールデン☆ベストシリーズの1枚。女性アイドル・グループ・おニャン子クラブに加入していたメンバーで、ソロとしてCBS・ソニー（河合その子・国生さゆり・城之内早苗・渡辺美奈代）・EPIC・ソニー（渡辺満里奈）からデビューした歌手の楽曲を収録したコンピレーション・アルバム。

## アートワーク
CDジャケットは「MERRY X'MAS FOR YOU」のLPレコード盤のピクチャー・レーベルを画像加工したものが使用されている。CDタイトルの名前の表記はソロ・デビュー・シングル発売順で、収録曲はシングル・レコード発売順。
オールカラーの歌詞ブックレットには懐刻盤として、過去にシングル・レコードのディスクジャケットで使用された写真の別カットが多く収められている。CDトレイ下にシングルジャケット一覧を掲載。歌詞ごとの楽曲タイトルは、ディスクジャケットに表記された書体や文体が主にそのまま流用されている。

## 収録曲
1. 涙の茉莉花LOVE（4:03）[1] - 河合その子
2. 落葉のクレッシェンド（4:07） - 河合その子
3. バレンタイン・キッス（3:33） - 国生さゆり with おニャン子クラブ（白石麻子・渡辺美奈代）
4. 青いスタスィオン（4:08） - 河合その子
5. さよならは言わないで（4:27） - 河合その子 with おニャン子クラブ
6. 夏を待てない（3:42） - 国生さゆり
7. あじさい橋（4:12） - 城之内早苗
8. おニャン子クラブのあぶな〜い捕物帳（4:15） - 城之内早苗 with おニャン子クラブ
9. 瞳に約束（4:15） - 渡辺美奈代
10. ノーブルレッドの瞬間（4:35） - 国生さゆり
11. 深呼吸して（3:42） - 渡辺満里奈 with おニャン子クラブ（工藤静香・生稲晃子）
12. 雪の帰り道（3:53） - 渡辺美奈代
13. 流氷の手紙（4:16） - 城之内早苗
14. あの夏のバイク（4:06） - 国生さゆり
15. MERRY X'MAS FOR YOU（5:46） - 河合その子・国生さゆり・城之内早苗・渡辺美奈代・渡辺満里奈
  - 作詞：秋元康　作曲・編曲：後藤次利
16. ホワイトラビットからのメッセージ（3:23） - 渡辺満里奈
17. TOO ADULT（3:56） - 渡辺美奈代
18. マリーナの夏（4:02） - 渡辺満里奈
19. PINKのCHAO（3:42） - 渡辺美奈代